# Никола Беговић
Никола Беговић (Беговићи на Банији, 1. децембар 1821 — Карловац, 20. април 1895) био је српски свештеник, вероучитељ, песник и историчар.

## Биографија
Никола Беговић је рођен 1. децембра 1821. године у селу Беговићима. Његови родитељи су били поп Гајо и Катарина. Породица је пореклом била из Старе Србије. Школе је учио у Костајници, Суњи и Плашком,  где је у Епископском клерикалном училишту оспособљен за учитеља. У Српској основној школи у Костајници био је учитељ 1842. и 1843. године. За ђакона је рукоположен 1844. године, а следеће године за свештеника. Био је парох у Петрињи од 1847. године, а потом у Перни (1857). Од 2. априла 1862. до 20. априла 1895. године био је парох у српској православној цркви Светог Николе у Карловцу. У карловачким школама је предавао веронауку. Био је и духовни учитељ Николе Тесле који је за време свога гимназијског школовања у Карловцу (1870-1873. године) био редован у Српској цркви Светог Николе.
Бавио се и књижевним радом, урадио је на том пољу много. Написао је више прилога за историју народне цркве, затим више популарних чланака о Српској православној цркви, српске црквене беседе ("Литургика"), радио је и на пољу лепе књиге оригинално и у преводима, певао је и песме. Сакупио је „Народне пјесме крајишких Срба“, а сматра се да је један од аутора "Химне светом Сави". Бавио се лексикографским и етнографским питањима.
Сима Лукин Лазић је 1895. објавио похвалну књигу о Николи Беговићу, Србин од Србина. У њој је поред осталог записао да је Беговић, док је служио у Перни 1860., сакупио српско народно благо тога краја (речи, песме, обичаје, пословице...) и тим материјалом послужио Богославу Шулеку. У свом немачко-хрватском речнику, Шулек се на првом месту захвалио Беговићу: Највише су ми у том послу помогли: пунонасловни гос. Никола Беговић... Лазић тај речник назива „хрватским”, јер је материјал скупљен највише захваљујући Србину Николи Беговићу и другим многобројним Србима, које је он дуго обилазио и у својој кући сабирао, да би сакупио што више народних речи.
Најзначајнија дела из историје су „Историја Српске Цркве" (Нови Сад 1874) и „Живот и обичаји Срба граничара“ (Загреб 1887).
Беговић је преминуо 20. априла 1895. године, свега неколико месеци након што је Српска карловачка општина прославила пола века његовог свештеничког рада.
Од 2008. године улица Нова 9. у Бусијама, приградском насељу Београда, носи име по Николи Беговићу.

## Политичко деловање
За време службовања у Перни (1856−1862) изабран је 1861. године за крајишког заступника у Хрватском сабору. Због својих иступања и деловања у Загребу је често хапшен. Тако је био ухапшен у време Српско-турских ратова (1876-1878). Године 1867. изабран је за посланика слуњскога среза на Сабору у Карловцима, и на том положају је остао све до 1885.

## Критика
Манојло Грбић у 3. књизи "Карловачко владичанство" (pp. 41–44.) критикује Николу Беговића. Беговић је, по њему, оклеветао владику Мушицког да је наредио православнима празновање мађарског краља светог Стефана. Беговићу замера што се политички додворава Бечу па врши парастосе и за римокатолике, што сматра недопустивим скандалом у православној цркви.

## Дела
- „Библијска повјестница Старога и Новога Завјета и апостолска дјела са описанијем Палестине од Христа до наших времена“, Загреб 1852.
- „Српске катихезе на основу синодалног катихизиса“, Београд 1860.
- „Српске бесједе које је саставио и говорио Никола Беговић“, Београд 1870.
- „Историја цркве србске, приљубљена младој Србадији“, Нови Сад 1874; друго издање:1877.
- „Литургика за српске школе и народ“, Биоград 1885.
- „Српске народне пјесме из Лике и Баније“, Загреб 1885.
- „Живот и обичаји Срба граничара“, Загреб 1887.